# Úsilov (tvrz)
Úsilov je tvrz ve stejnojmenné vesnici v okrese Domažlice. Tvrz byla založena pravděpodobně v polovině patnáctého století vladyckým rodem Výrků z Rýzmberka. Jako panské sídlo sloužila do konce sedmnáctého století, kdy byl Úsilov připojen k větším statkům, a nepotřebná tvrz byla od té doby používána jen k hospodářským účelům. Budova tvrze je chráněna jako kulturní památka.

## Historie
Kdy byla založena úsilovská tvrz, není jisté. Předpokládá se, že vznikla v polovině patnáctého století za Výrků z Rýzmberka, ale je možné, že existovala už na přelomu čtrnáctého a patnáctého století, kdy Úsilov patřil Vilémovi z Úsilova, po kterém ji roku 1403 zdědila dcera Eliška. Dalším známým majitelem byl Jan Výrek z Rýzmberka, připomínaný v Úsilově roku 1451 poté, co prodal svou tvrz ve Výrově. Zemřel po roce 1456 a majetek po něm zdědili synové Vilém, Nechval a Jindřich. Po Vilémově smrti roku 1472 zůstal Úsilov zbývajícím bratrům, kteří v témže roce patřili k předním účastníkům vladyckých protibavorských bojů. Přistoupili na mírové jednání s Albrechtem Bavorským, při kterých požadovali úhradu škody způsobené jim ve službách knížete Ludvíka. Jednání byla zdlouhavá a v zimě roku 1473 je ukončil bavorský vpád do Čech, při kterém útočníci Úsilov, Černíkov a několik dalších vesnic vypálili. Nechval poté žil ještě v roce 1481 a Jindřich, který se přestěhoval do Černíkova, roku 1484 spravoval Úsilov nejspíš jako poručník.
Úsilov poté až do roku 1514 patřil Janovi z Rýzmberka, který byl Nechvalovým nebo Jindřichovým synem. Janovým nástupcem byl Jindřich Švihovský z Rýzmberka, který statek Úsilov s tvrzí, dvorem a pustými vesnicemi Svilov a Slibkov prodal před rokem 1541 Zdeborovi z Příchovic. Svilov a Slibkov patřily k vesnicím vypáleným v roce 1473. Do desk zemských byl prodej zaznamenán až roku 1545, kdy už statek patřil Zdeborovu synovi Jindřichovi z Příchovic. Příchovští úsilovskou tvrz pravděpodobně rozšířili o novou obytnou budovu označovanou později jako nová tvrz.
Posledním z rodu Příchovských v Úsilově byl Jan z Příchovic, který po otcově smrti v roce 1559 zdědil celý statek. Jan panství rozšířil o Loučim a Bukovou a oženil se s Annou z Vidršperka, která po něm Úsilov v roce 1574 zdědila. Vdova svého manžela o mnoho nepřežila, a její majetek včetně Vilova a Slavíkovic tak podle Janovy závěti připadl Bohuslavu Vidršpergárovi a jeho synům. S tímto nesouhlasil Šebestián Vlasatý z Domaslavi, ale roku 1577 se nároků za finanční náhradu vzdal.
Úsilov tak získal Balcar Vidršpergár z Vidršpergu, po němž jej převzal syn Jan mladší Vidršpergár. Jan během stavovského povstání v letech 1618–1620 sloužil ve stavovském vojsku, ale podařilo se mu prokázat, že byl ke službě donucen násilím, takže nebyl nijak potrestán. Roku 1624 však musel kvůli velkým dluhům Úsilov prodat za 23 500 kop míšeňských grošů Janu Filipu Kracovi ze Šarfenšteina, majiteli rýzmberského panství. Jan Filip byl v té době císařským plukovníkem, ale roku 1633 přešel na stranu Švédů, za což byl po zajetí roku 1635 popraven a jeho majetek zkonfiskován. Královská komora statek prodala Janu Oldřichu Burghauserovi, který kupní cenu vyplatil různým věřitelům. Jeho dcera Marie Jakuba se provdala za císařského velitele Jana Filipa Schütze a po nich malé panství zdědil syn František Schütz, který je roku 1661 prodal Markétě Lidmile Vencelíkové, rozené Lapáčkové ze Rzavého. Ta Úsilov roku 1694 vyměnila s hrabětem Františkem Hartmanem z Klenového za Drslavice. Od roku 1695 tak Úsilov patřil k roupovskému panství, roku 1711 byl připojen k Poleni a o devět let později k Chudenicím, u kterých zůstal až do zrušení poddanství. Od konce sedmnáctého století tvrz ztratila svou sídelní funkci a začala chátrat. Už koncem sedmnáctého století byla popsána jako zpustlá. Byly v ní jen chlévy, sýpka a dvě udržované světnice pro správce a čeleď.
Ve 21. století využívá část budovy obec Úsilov a část slouží k bydlení.

## Stavební podoba

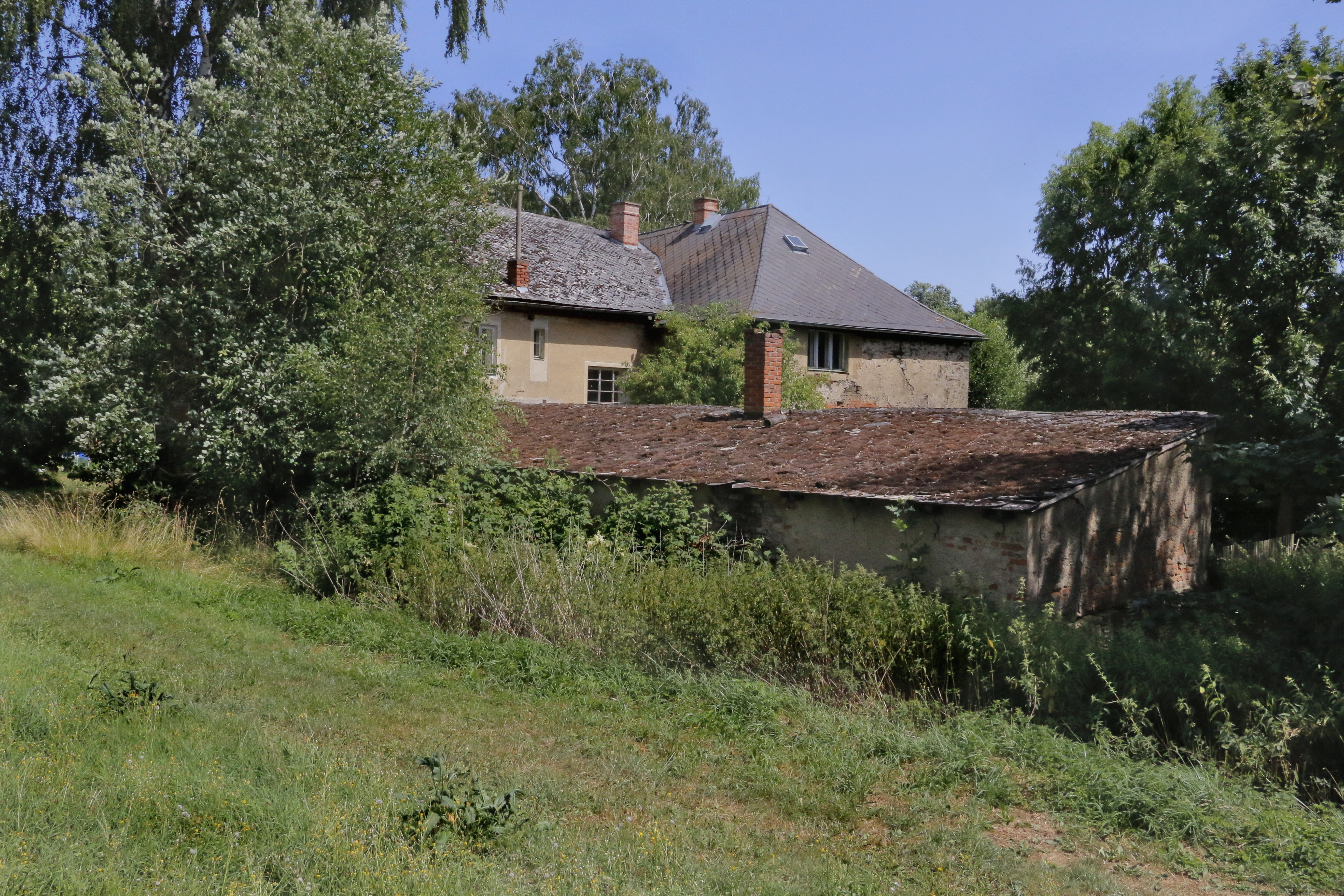
Tvrz od jihu

Jádrem tvrze bývala dvoupatrová budova s půdorysem o rozměrech 15 × 11 metrů s přízemními zdmi silnými dva metry. Nejspíše v patnáctém století byla rozšířena o věž s čtvercovým půdorysem 9 × 9 metrů a čtyřmi až pěti patry. Při četných úpravách byla tato podoba značně pozměněna a v dochované podobě má budova tři křídla s obytnou částí a bývalou sýpkou, v nichž se projevují pozdně gotické, renesanční a barokní prvky. K původní tvrzi patří mimo jiné část kamenného portálu s okosenou hranou. Příkop, který tvořil součást opevnění, se nedochoval.
Křídlo s novodobým vstupem bylo postavené v šestnáctém století. Vstupní místnost v něm je zaklenutá křížovou klenbou, v dalších prostorách v interiéru jsou použité valené klenby s výsečemi, ale podoba prvního patra je výsledkem novodobých úprav.